# Nicolás Olivera
Andrés Nicolás Olivera (ur. 30 maja 1978 w Montevideo) – urugwajski piłkarz występujący najczęściej na pozycji ofensywnego pomocnika lub cofniętego napastnika.

## Kariera klubowa
Olivera jest wychowankiem klubu Defensor Sporting. W 1996 roku zadebiutował w jego barwach w lidze urugwajskiej i pokazał się z dobrej strony zdobywając 10 goli w lidze. Z Defensorem wywalczył wicemistrzostwo fazy Apertura, a w Clausura zajął 4. miejsce. W 1997 grał w klubie z Montevideo nieco mniej zdobywając 6 goli w lidze i wygrywając fazę Clausura.
W styczniu 1998 roku Olivera przeszedł do hiszpańskiej Valencii. W Primera División zadebiutował 12 stycznia w zremisowanym 0:0 meczu z RCD Mallorca, ale do końca sezonu wystąpił tylko w jeszcze jednym spotkaniu. Latem odszedł z klubu i został piłkarzem drugoligowej Sevilli. Tam zaczął grać w wyjściowej jedenastce i wspomógł Sevillę w powrocie do Primera División. W La Liga z Sevillą występował jednak tylko przez rok, gdyż andaluzyjski klub zajmując ostatnie miejsce został zdegradowany o klasę niżej. W sezonie 2000/2001 w drugiej lidze Nicolás strzeli 16 goli dla swojego klubu walnie przyczyniając się do kolejnego powrotu do ekstraklasy. W Sevilli grał jeszcze w sezonie 2001/2002 i zdobywając 8 goli stał się drugim najlepszym strzelcem zespołu. W sezonie 2002/2003 Olivera występował w Realu Valladolid, ale spisał się słabiej niż w Sewilli i w następnym sezonie został graczem drugoligowej Córdoby.
W 2004 roku Olivera wrócił do Defensoru, ale grał w nim tylko pół roku i następnie na krótko ponownie trafił do Hiszpanii i rozegrał 4 spotkania dla Albacete Balompié, które na koniec sezonu spadło z ligi. W sezonie 2005/2006 znów występował w swoim macierzystym klubie, a latem 2006 wyjechał do Meksyku. W fazie Apertura występował w Club Necaxa, ale nie awansował z tym klubem do fazy play-off i po jej zakończeniu przeszedł do Atlasu i doszedł z nią do ćwierćfinału play-off. Inne kluby meksykańskie, w których grał Olivera, to Puebla, Veracruz i Club América, jednak z żadnym z nich nie osiągnął większych sukcesów.
Latem 2011 powrócił do swojego macierzystego zespołu, Defensoru Sporting.

## Kariera reprezentacyjna
W reprezentacji Urugwaju Olivera zadebiutował 13 grudnia 1997 roku w wygranym 2:0 meczu z ZEA, rozegranym w ramach Pucharu Konfederacji 1997. W tym samym roku występował też na młodzieżowych Mistrzostwach Świata w Malezji, na których został wybrany najlepszym zawodnikiem i został wicemistrzem świata.
W 2002 roku Olivera został powołany przez selekcjonera Víctora Púę do kadry na Mistrzostwa Świata 2002. Nie zagrał tam jednak ani minuty będąc rezerwowym zawodnikiem.